# Jiří Kylián
Jiří Kylián (* 21. března 1947, Praha) je český choreograf, tanečník a fotograf.

## Životopis

### Rodina
Narodil se dne 21. března 1947 v Praze do rodiny ředitele banky Václava Kyliána  a tanečnice Markéty Kyliánové (1912–2016), vystupující mezi dvěma světovými válkami pod uměleckým jménem Rita Rita, jako jeden z jejich dvou synů.

### Studium, exil
Jeho dětským snem bylo stát se cirkusovým akrobatem, tak ho matka zavedla do gymnastiky na Fakultu tělesné výchovy a sportu k jednomu z tehdejších trenérů Jiřímu Krátkému. Brzy poté, co začal pravidelně trénovat, se stal přeborníkem Prahy v kategorii mladších žáků. Při tréninku si ho všiml Frank Towen, tanečník, choreograf a pedagog, který se tehdy na fakultě staral o taneční výchovu mladých sportovců, a pohybově nadaného devítiletého chlapce nasměroval do baletní přípravky v Národním divadle. V roce 1962 nastoupil na Pražskou konzervatoř. Velký vliv na jeho pozdější profesionální rozvoj měla Zora Šemberová, vyučující na konzervatoři, známá také jako první interpretka Julie v Prokofjevovu baletu Romeo a Julie z roku 1938. V roce 1967 získal stipendium a studoval na londýnské Royal Ballet School. Tam mu také choreograf John Cranko nabídl členství ve věhlasném souboru Stuttgart Ballet. Na léto se vrátil do Čech a po invazi vojsk Varšavské smlouvy v roce 1968 emigroval z Československa do Německa.

### Profesní kariéra
V letech 1969 až 1975 působil ve Stuttgart Ballet. V tomto souboru také vytvořil své první choreografie, po náhlé smrti Johna Cranka v roce 1973 vytvořil k jeho památce choreografii Return To A Strange Land (1974).
Začátkem 70. let vytvořil první choreografii (Viewers – 1973) pro Nederlands Dans Theater (NDT) v Haagu. Po vytvoření dalších dvou choreografií (Stoolgame – 1974 a La Cathédrale Engloutie – 1975) dostal od NDT nabídku na pozici uměleckého ředitele společně s Hansem Knillem , kterou pak zastával v letech 1975–1977 jako spoluředitel a choreograf, v letech 1978–1999 pracoval v NDT jako uměleckým šéf a od roku 1999 nadále jako choreograf. První z jeho významných choreografií období v NDT byla Sinfonietta (1978), následovala Symphony of Psalms (1978), a později například Silent Cries (1986).
Spolu s Carel Birnie, zakladatelem NDT, založil Jiří Kylián v NDT novou skupinu, NDT II pro mladé tanečníky, kde se dva roky připravují k nástupu do hlavní skupiny NDT I či jiného souboru. V roce 1990 zakládá J. Kylián ještě skupinu NDT III pro tanečníky nad čtyřicet let, která pak při NDT existovala až do nástupu nového vedení v roce 2006. Vytvoření této unikátní struktury NDT bylo oceněno cenou "Nijinsky Award".

## Vybrané choreografie
- Sinfonietta (1978) – na hudbu Leoše Janáčka
- Žalmová symfonie (1978)
- Forgotten Land (Zapomenutá země) (1981)
- Svadebka (1982)
- Stamping Ground (1983)
- Dítě a kouzla (1984)
- Konec hry (1988)
- Padající andělé (1989)
- Sladké sny (1990)
- Sarabande (1990)
- Petite Mort (1991)
- Stepping Stones (1991)
- Bella Figura (1995)
- One Of A Kind (1998)
- Indigo Rose (1998)
- Birth-Day (2001)
- Last Touch (2003)
- Tar And Feathers (2006)
- Gods and Dogs (2008) [9]
- Zugvögel (2009)
- Mémoires d'oubliettes (2009)
- Anonymous (2011)
- East shadow (2013)
- Fortune cookies (2014)

## Filmografie
Filmy vytvořené v letech 2006–2017:
- 2006 Car-Men
- 2013 Between entrance and exit
- 2014 Schwarzfahrer
- 2017 Scalamare [11]

## Ceny a vyznamenání

### Rytíř Akademie krásných umění
Francouzská Académie des beaux-arts (Akademie krásných umění) zvolila dne 25. dubna 2018 Jiřího Kyliána za svého člena jako třetího Čecha ve své historii. Před ním se stali členem Akademie v roce 1835 Antonín Rejcha, hudební skladatel a v roce 1896 Václav Brožík, malíř.
Slavnostní inaugurace Jiřího Kyliána proběhla v Paříži dne 13. března 2019. Navíc Akademie krásných umění navrhla i vytvoření nové sekce „Choreografie“ ke stávajícím osmi sekcím umění. Jiří Kylián se stal prvním přijatým členem v nově vytvořené sekci choreografie. Jeho inaugurace proběhla netradičně obohacena tanečním vstupem tanečnice a jeho manželky Sabine Kupferbergové, v Kyliánově choreografii.

### Další ocenění
Jiří Kylián je nositelem mnoha zahraničních a českých cen a vyznamenání, např.:
- 1983 Carina Ari Medal, Westend Theatre Award (Londýn)
- 1986 Nederlandse Choreografie Prijs (Amsterdam)
- Hans Christian Andersen Ballet Award (Kodaň)
- Grand Prix International Vidéo-Danse (Paříž)
- 1989 Sonia Gaskellprijs (Amsterdam)
- 1993, 1999 Cena Benois de la danse (Moskva)
- 1994 Dance Magazine Award (New York) [17]
- 1995 Decoration of the Royal Dutch order of Oranje-Nassau (Rytíř řádu Oranje-Nassau, Haag) [18]
- Price of the Dutch Theatre (Amsterdam)
- Premio Internazionále Gino Tani (Řím)
- Premio Danza a Danza (Milán)
- Outstanding Achievement of Cultural Merits Award (Tokio)
- Premio di Teatro di Roma/City of Roma
- 1997 Joost van den Vondel Prijs (Hamburg)
- 1997 Medaile Za zásluhy I. stupně udělená prezidentem Václavem Havlem [19]
- 1999 Officier de l'Ordre des Arts et des Lettres (Paříž)
- 2000 doctor honoris causa od Akademie múzických umění v Praze[19]
- 2000 Cena Artis Bohemiae Amicis od Ministerstva kultury ČR
- 2000 Sir Laurence Olivier Award (Londýn)[20]
- 2000 3x "Nijinsky Award" (pro choreografa, za choreografii a za vytvoření unikátní struktury NDT: NDT I, NDT II a NDT III) (Monte Carlo) [8]
- 2001 Commandeur de l’Ordre des Arts et des Lettres (Paříž)[21]
- 2004 Chevalier de la Légion d’Honneur’ (Paříž)
- 2006 Cena Thálie (Praha) [22]
- 2008 Golden Lion for Lifetime Achievement, Biennale Venezia [23]
- 2011 Cena Ministerstva kultury České republiky za mimořádný přínos v oblasti divadla (tanec a choreografie) (Praha) [24]
- 2017 Čestné občanství města The Hague
- 2018 Čestné občanství města Praha
- 2019 Cena Benois de la danse za celoživotní dílo (Moskva)
- 2021 Cena Gratias Agit za šíření dobrého jména České republiky v zahraničí
- 2024  Řád Bílého lva, III. třída – občanské skupina, ČR

## Biografie
- Raimon Àvila: Jiři Kylián: somniador de danses. Barcelona : Institut del Teatre de la Diputació de Barcelona, 2003, ISBN 84-7794-960-3
- Jiří Hlaváč: Jiří Kylián, Doctor Honoris Causa. Akademie múzických umění v Praze, 15.12.2000, ISBN 80-85883-62-7
- Isabelle Lanzová, Dorota Gremlicová, Elvíra Němečková, Roman Vašek: Různé břehy / Choreograf Jiří Kylián mezi Haagem a Prahou. Vydal Institut umění – Divadelní ústav (IDU) v Praze (2011), ISBN 978-80-7008-267-6
- Dana Paseková: Jiří Kylián. NAMU 2001, vydala Akademie múzických umění v Praze, Praha 2001, ISBN 80-85883-77-5
- Elisa Guzzo Vaccarino: Jiří Kylián. Palermo, L'Epos, 2001. ISBN 88-8302-180-0
- Marie-Noël Rio: Bon qu'à ça, Les Éditions du Sonneur, Paris, 2016 (v českém překladu Michala Lázňovského vydáno Národním divadlem v roce 2019 pod názvem Budižkněčemu)

## Filmy o Jiřím Kyliánovi
- 2011 Jiří Kylián, Forgotten memories, rež. Don Kent, Christian Dumais-Lvowski
- 2019 Jeden rok v životě choreografa Jiřího Kyliána, rež. Martin Kubala